# Luise Hartwig
Luise Hartwig (* 1955) ist eine deutsche Erziehungswissenschaftlerin, Fachbuchautorin und ehemalige Professorin an der Fachhochschule Münster.

## Leben und wissenschaftliches Wirken
Von 1974 bis 1980 studierte sie der Erziehungswissenschaft und Publizistik an der Westfälischen Wilhelms-Universität Münster und schloss das Studium mit dem Abschluss Dipl.Päd. ab.  Von 1980 bis 1985 arbeitete sie als pädagogische Mitarbeiterin im Bundesmodellversuch Jugendwohngemeinschaft als Alternative zur Geschlossenen Heimerziehung und 1985 bis 1990 war sie wissenschaftliche Mitarbeiterin und Lehrbeauftragte an der Westfälischen Wilhelms-Universität Münster, promovierte dort im Jahr 1990 zum Dr. phil. und nahm anschließend eine Tätigkeit als Referatsleiterin im Niedersächsischen Frauenministerium auf.
Im Jahr 1997 wurde sie als Professorin für Erziehungswissenschaft an den Fachbereich Sozialwesen der Fachhochschule Münster berufen. Sie war dort bis 2019 tätig, unter anderem auch als Beauftragte für Weiterbildung.
Ihre Arbeitsschwerpunkte sind Jugendhilfe, Sozialisation, Familie und Gender Martin Textor hat ihr Buch Luise Hartwig, Gregor Hensen: Sexueller Missbrauch und Jugendhilfe mit sexuellem Missbrauch konfrontierten Fachkräften und deren Vorgesetzten empfohlen. Laut Hans Günther Homfeldt füllt ihr Handbuch Soziale Arbeit mit geflüchteten Kindern und Familien „eine bislang bestehende Lücke, zumal andere aktuelle Handbücher einzig spezielle Teilgruppen in den Blick nehmen“.
Hartwig ist Sprecherin des Stiftungsrats von OUTLAW.die Stiftung, die es sich zu Aufgabe gemacht hat, junge Menschen und Familien in ihren Rechten auf Entwicklung, Bildung und Teilhabe zu unterstützen. Sie ist außerdem 1. Vorsitzende der Beratungsstelle Südviertel e.V. in Münster.

## Veröffentlichungen
als Autorin:
- Sexuelle Gewalterfahrungen von Mädchen. Konfliktlagen und Konzepte mädchenorientierter Heimerziehung, Juventa, 1990, ISBN 3-7799-0822-0
- mit Monika Weber: Sexuelle Gewalt und Jugendhilfe, Votum, 1991, ISBN 3-926549-47-5
- mit Vera Birtsch und Burglinde Retza: Mädchenwelten – Mädchenpädagogik, Walhalla, 1999, ISBN 978-3-925146-27-5
- mit Gregor Hensen: Sexueller Missbrauch und Jugendhilfe, Juventa, 2003, ISBN 3-7799-0735-6
- Hilfeplanung – reine Formsache?, SOS-Kinderdorf, 2005, ISBN 3-936085-61-7
- mit Margherita Zander, Irma Jansen: Geschlecht Nebensache? Zur Aktualität einer Gender-Perspektive in der Sozialen Arbeit, VS Verlag, 2006, ISBN 3-531-14947-4
- mit Christine Kanz, Reinhold Schone, Stefan Wutzke: Gruppenpädagogik in der Heimerziehung, Eigenverlag der IGfH, 2010
- Handbuch Soziale Arbeit mit geflüchteten Kindern und Familien, Beltz Juventa, 2018, ISBN 978-3779931331

als Herausgeberin:
- mit Joachim Merchel (Hrsg.): Parteilichkeit in der Sozialen Arbeit, Waxmann, 2000, ISBN 9783893258222
- mit Christine Kugler (Hrsg.), Reinhold Schone (Hrsg.), Stefan Wutzke (Hrsg.): Gruppenpädagogik in der Heimerziehung (Reihe Praxis und Forschung), Internationale Gesellschaft für erzieherische Hilfen, 2015, ISBN 978-3925146749 (2. Auflage mit Christine Kanz, Reinhold Schone, Stefan Wutzke: Gruppenpädagogik in der Heimerziehung, Walhalla, 2018, ISBN 978-3-8029-4963-0)
- mit Gerald Mennen,  Christian Schrapper: Kinderrechte als Fixstern moderner Pädagogik? Grundlagen, Praxis, Perspektiven, Beltz Juventa: Weinheim, 2016, ISBN 978-3-7799-2286-5

Hartwig hat auch zahlreiche Artikel in Fachzeitschriften veröffentlicht.